# Tatort: Tote reisen nicht umsonst
Tote reisen nicht umsonst ist der 116. Fernsehfilm der Krimireihe Tatort und der fünfte vom Saarländischen Rundfunk produzierte Tatort. Es ist der dritte Fall mit Kommissar Schäfermann als alleinigen Ermittler, nachdem er in seinen ersten beiden Folgen noch mit seinem Kollegen Liersdahl ermittelt hatte. Schäfermann hat es mit einem Verkehrstoten und einem geplanten weiteren Mord aus Habgier zu tun, der sich für ihn erst viel später aufzeigt.
Die Episode wurde im April 1980 in Saarbrücken und Umgebung, Pont-à-Mousson und Til-Châtel gedreht. Bei der Erstausstrahlung am 21. September 1980 wurde eine Zuschauerzahl von 18,84 Mio. erreicht, was einer Einschaltquote von 57 % entspricht. Die Kritiker der Fernsehzeitschrift TV-Spielfilm beurteilen diesen Tatort mittelmäßig mit „Raffiniert inszeniert, aber trivial“.

## Handlung
Manfred Ottmann ist Geschäftsführer der Wohnmobilfirma seiner Frau. Er überführt öfters Wohnmobile nach Südfrankreich und hat dadurch seine in Frankreich lebende Geliebte Christine Boyer kennengelernt, die ihn viel Geld kostet. Als er wieder einmal ein Wohnmobil nach Frankreich überführt, gibt ihm seine Frau, die ihm misstraut, ihren Neffen Heinz Messel an die Hand. Auf dem Weg nach Frankreich schickt Ottmann Heinz nach Hause und gibt ihm Geld, bevor er die Grenze nach Frankreich allein überquert. Heinz kauft sich von dem Geld ein Motorrad und verunglückt damit gleich darauf, während sich Ottmann hinter der Grenze mit Christine trifft und vergnügt. Ottmann plant, seiner Frau DM 300.000 Schwarzgeld zu stehlen, indem er einen Einbruch fingiert, seine Geliebte plant er dafür ein, heimlich sein Wohnmobil für ihn zu überführen und ihm damit ein Alibi für den Einbruch zu verschaffen, sie dürfe sich nur nicht sehen lassen. Schäfermann wird unterdessen zum verunglückten Messel gerufen, der schwer verletzt aufgefunden wurde und seinen Verletzungen kurz darauf erlegen ist.  Schäfermann findet bei Messels Freundin heraus, dass Heinz öfters von Ottmann vor der Grenze nach Hause geschickt wurde, wenn Messel bei der Überführung eines Wohnwagens dabei war, in der Firma durfte niemand etwas davon wissen. Schäfermann unterrichtet Frau Ottmann vom Tod ihres Neffen. Frau Ottmann sagt aus, dass sie ihrem Neffen Geld für den Ankauf eines Anhängers mitgegeben hatte, das Geld wurde nicht bei Heinz gefunden. Sie gibt an, dass sie das Geld lieber Heinz gegeben habe, weil auf ihren Mann kein Verlass sei.
Schäfermann und Backes ermitteln, dass Heinz wegen Hehlerei und Drogendelikten vorbestraft ist, Ottmann ist tatsächlich über die Grenze nach Frankreich gefahren, durch Amtshilfe der französischen Kollegen kann das Wohnmobil ausfindig gemacht werden, mit dem Ottmann unterwegs ist, allerdings hat er es auf einer Autobahnraststätte abgestellt, um sich mit Christine zu vergnügen. Schäfermann und Backes suchen Frau Ottmann auf und informieren sie darüber, dass ihr Mann unauffindbar ist. Von einer Angestellten erfahren sie, dass Frau Ottmann Heinz stets als „Aufpasser“ für ihren Mann nach Frankreich mitschickte. Sie gibt Schäfermann einen Zweitschlüssel für das Wohnmobil, dieser macht sich mit Backes auf nach Frankreich. Dort finden die Beamten Messels Reisetasche im Wohnmobil und eine Quittung über die 30.000 Franc, die Frau Ottmann Messels für Spesen mitgegeben hatte. Die Beamten schließen daraus, dass Messel freiwillig ausgestiegen sein muss. Ottmann verabschiedet sich unterdessen von Christine, um in Deutschland den Tresor in der Firma seiner Frau aufzubrechen, er übergibt Christine Schlüssel und Fahrzeugpapiere für das Wohnmobil. Die Beamten erfahren von einer Kellnerin, dass Christine Boyer, die im benachbarten Ort eine Parfümerie betreibt, am Wohnwagen gewesen und mit dem Fahrer, den sie nicht erkannt hat, hineingegangen war. Heinz Messel hat sie noch nie gesehen.
Gemeinsam mit seinem französischen Kollegen Muller sucht er Christine in ihrem Laden auf, diese räumt ein, mit Ottmann zusammen gewesen zu sein, er habe nunmehr seine Reise mit dem Wohnmobil fortgesetzt. Die Beamten verständigen ihren Kollegen Backes, der am Wohnmobil geblieben ist, dass Ottmann dort bald auftauche. Kaum, dass die Beamten ihren Laden verlassen haben, eilt Christine mit einem Moped zur Autobahnraststätte, schafft es, vor Schäfermann dort zu sein und unbemerkt von Backes mit dem Wohnmobil davonzufahren. Schäfermann nimmt nach seinem Eintreffen auf der Raststätte mit Backes trotz Christines großem Vorsprung die Verfolgung auf. Christine fährt von der Autobahn ab und hängt die Beamten so ab. Schäfermann findet heraus, dass Ottmann an der Grenze Geld gewechselt hat, dieser überquert heimlich wieder die Grenze zu Deutschland. Ottmann dringt in das Haus seiner Frau ein und räumt den Tresor leer, anschließend sucht er seine Frau im Badezimmer auf und erschießt sie im sicheren Glauben an sein Alibi. Anschließend schafft er die Leiche im Kofferraum rüber nach Frankreich. Schäfermann und seine Leute treffen unterdessen auf dem Campingplatz ein, auf dem Ottmann bekannt ist und sich planmäßig aufhalten sollte. Ottmann trifft sich unterdessen heimlich mit Christine, die das Wohnmobil noch nicht abgeliefert hat. Sie erzählt ihm, dass die Polizei hinter ihm her ist, er glaubt, dass Heinz etwas angestellt haben muss. Er belügt Christine, dass er seine Frau unabsichtlich in Notwehr getötet habe und beschwört sie, zu ihm zu halten. Ottmann fährt schließlich das Wohnmobil zum Campingplatz, wo er bereits von Schäfermanns Assistenten Backes erwartet wird. Schäfermann und Muller treffen in einem Lokal Christine, diese erklärt ihr Auftauchen mit ihrer Sorge um Ottmann.
Backes bringt Ottmann zu Schäfermann, seine Verspätung erklärt er mit gesundheitlichen Problemen, die Tatsache, dass er Heinz nach Hause geschickt habe, mit seiner Geliebten, die er treffen wollte. Schäfermann informiert Ottmann über Heinz’ Tod und den Verdacht, dass dieser ermordet worden sein könnte. Ottmann erklärt sich den Tod von Heinz mit dessen dunkler Vergangenheit im Drogenmilieu. Die Beamten bitten Ottmann, sie nach Deutschland zu begleiten, er und Christine können daher die Leiche von Frau Ottmann, die noch immer in Christines Kofferraum liegt, vorläufig nicht beseitigen. Schäfermann informiert Ottmann unterdessen, dass Messel nach neuesten Erkenntnissen bei einem Motorradunfall ums Leben kam, Ottmanns Plan scheint jetzt doch noch aufzugehen. Schäfermann und Backes haben allerdings Probleme mit ihrem alten Wagen und können nicht sofort zurückfahren, Schäfermann bittet Christine, die noch immer die Leiche im Kofferraum hat, ihn ein Stück mitzunehmen bis Metz, Ottmann versucht, in der Zwischenzeit die Leiche aus dem Kofferraum ins Wohnmobil umzuladen, wird dabei aber von Backes gestört und legt die Leiche unter das Wohnmobil. Vor den Beamten fingiert er einen Anruf bei seiner Frau, um diese irrezuleiten. Unterdessen kommen Arbeiter auf Schäfermann zu und wollen, dass das Wohnmobil ein Stück zur Seite gefahren wird, damit diese Arbeiten durchführen können. Schäfermann gibt Christine den Zweitschlüssel, sodass diese das Wohnmobil wegfährt und die Leiche vor den Augen der Beamten freisetzt, bevor Ottmann das verhindern kann.